# Al-Burooj
Al-Burooj “As Constelações” (do árabe: البروج) é a octagéssima quinta sura do Alcorão e tem 22 ayats.